# Хрящ-молочник запашний
Хрящ-молочник запашний, Хрящ-молочник духмяний, Хрящ-молочник ароматний,  Груздь запашний (Lactarius glyciosmus) — вид грибів роду хрящ-молочник (Lactarius). Гриб класифіковано у 1838 році.

## Будова
В одних плодових тіл шапка лілово–сіра, в інших — лілово–буро–сіра, а ще в інших — сіро–рожево–бура.
Діаметр шапки до 8 см. За формою у молодих плодових тіл випукла розпростерта, у зрілих — плоско або увігнуто розпростерта. У грибів у центрі шапки є горбик. Шапка буває і суха, і клейка. У хряща–молочника ароматного ніжка завдовжки 8 см, завширшки до 1,5 см. У молодих грибів здається білою, у дорослих — лілово–сірого або сіро–рожево–бурого кольору.

## Поширення та середовище існування
Росте у вологих лісах під березою і вільхою

## Практичне використання
Хрящ–молочник ароматний — їстівний гриб другої категорії, який вживається соленим або маринованим, має хороші смакові якості.